# Suiso Frontier

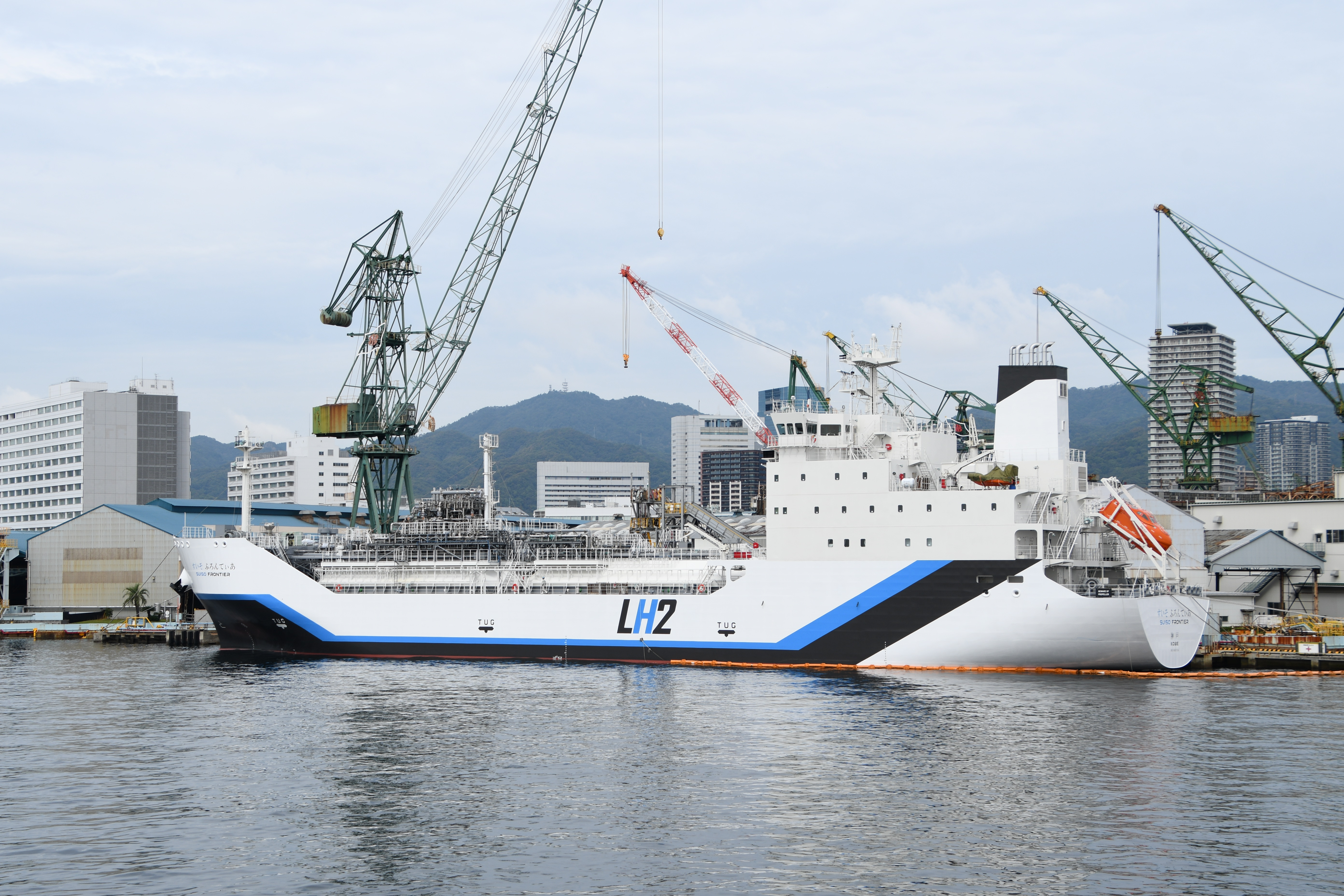
Suiso Frontier, LH_{2} — танкер

Suiso Frontier — первый в мире танкер, предназначенный для перевозки жидкого водорода (LH2 — танкер). Спущен на воду в 2020 году.

## Предыстория
В 2016 году Kawasaki Heavy Industries (KHI) совместно с Iwatani Corporation (Iwatani), Shell Japan Limited, Electric Power Development Co., Ltd. (J-POWER), JXTG Nippon Oil and Energy Corporation, и Kawasaki Kisen Kaisha (K Line) создали Ассоциацию исследований в области поставок водородной энергии (англ — CO2-free Hydrogen Energy Supply-chain Technology Research Association (HySTRA)) с целью сделать водород таким же распространенным источником топлива, как нефть и природный газ. Эта ассоциация при поддержке New Energy и Industrial Technology Development Organization (NEDO) занимается решением технологических вопросов с целью создания цепочки поставок водорода в Японию в больших объёмах.
В рамках проекта в Японии, в городе Кобе, префектура Хёго, построен терминал по приемке и регазификации сжиженного водорода, а в Австралии построен завод по газификации бурого угля. Кроме того, в 2018 году был создан консорциум составе Kawasaki, Iwatani и J-POWER, а также Marubeni Corporation и AGL Loy Yang Pty Ltd, который получил финансовую поддержку от правительств Австралии и штата Виктория для строительства завода по переработке газа, водоотводу и погрузочному терминалу в порту Гастингс.
Для транспортировки сжиженного водорода из Австралии в Японию Kawasaki Shipbuilding Corporation разработала и построила первый в мире LH2 — танкер Suiso Frontier («suiso» — означает «водород» на японском языке) . Постройка танкера началась в декабре 2019 года. Судно было спущено на воду в 2020 году.
Первая партия сжиженного водорода из Австралии должна прийти в Японию весной 2022 г.
Всего Kawasaki планирует построить 80 LH2-танкеров для перевозки 9 млн т сжиженного водорода.

## Технические характеристики
Судно предназначено для транспортировки по морю на большие расстояния сжиженного до 1/800 от своего первоначального объема водорода, охлажденного до температуры −253 градусов по Цельсию. Это стало возможным благодаря новому грузовому танку LH2 объемом 1250 кубических метров, с двойной оболочкой, между внутренней и наружной стенкой которой поддерживается вакуум. Танк разработан Harima Works, дочерней компанией KHI. Структура поддержки внутреннего бака с целью снижения передачи тепла изготовлена из композита GFRP. Танк создан на основе технологий, предназначенных для хранения жидкого ракетного топлива.
Размерения: 
- длина — 116 м, ширина — 19 м, осадка 4,5 м;
- дедвейт — 9000т;
- валовая вместимость — ок. 8000 т;
- вместимость грузового танка — ок. 1250 м3;
- грузоподъемность — 75 т сжиженного водорода при температуре — 253оС;
- основная силовая установка: три дизельных двигателя Daihatsu DE-23 мощностью по 1,320 кВт
- вспомогательная силовая установка: два электродвигателя мощностью по 2 x 1,360 kW
- скорость — 13 узлов;
- экипаж 25 чел;
- класс — Nippon Kaiji Kyokai (ClassNK)

## Собственник
Владелец и оператор — HySTRA.